# Michael Brantley
Michael Charles Brantley, Jr. (ur. 15 maja 1987) – amerykański baseballista występujący na pozycji zapolowego w Houston Astros.

## Przebieg kariery
Po ukończeniu szkoły średniej został wybrany w siódmej rundzie draftu przez Milwaukee Brewers i grał w klubach farmerskich tego zespołu. W październiku 2008 w ramach wymiany zawodników przeszedł do Cleveland Indians i po występach Columbus Clippers z Triple-A, 1 września 2009 zaliczył debiut w MLB w meczu przeciwko Detroit Tigers, w którym zaliczył dwa single i zdobył runa. Sezon 2010 rozpoczął od występów w Indians, jednak 19 kwietnia został przesunięty do zespołu Columbus Clippers. Na początku lipca 2012 z powodu kontuzji Shin-Soo Choo, powrócił do składu Indians.
W 2012 ustanowił rekord kariery zaliczając przynajmniej jedno uderzenie w 22 meczach z rzędu. W 2014 po raz pierwszy został wybrany do Meczu Gwiazd i po raz pierwszy otrzymał nagrodę Silver Slugger Award.
W grudniu 2018 został zawodnikiem Houston Astros.

## Nagrody i wyróżnienia
| Nagroda/wyróżnienie  | Lata             | Źródło |
| 3× All-Star          | 2014, 2017, 2018 | [ 1 ]  |
| Silver Slugger Award | 2014             | [ 1 ]  |